# 阿卜杜勒-卡里姆·卡塞姆
阿卜杜勒-卡里姆·卡塞姆（阿拉伯语：عبد الكريم قاسم，1914年11月21日—1963年2月9日），全名阿卜杜勒-卡里姆·卡塞姆·穆罕默德·贝克尔·奥斯曼·祖贝迪（阿拉伯语：عبد الكريم قاسم محمد بكر عثمان الزبيدي），伊拉克軍事人物，於1956年成为伊拉克“自由军官组织”领导人，於1958年7月发动军事政变推翻费萨尔王朝君主政权，成为新成立的伊拉克共和国首脑，人们称他为“领袖”；於1963年2月在复兴党发动的政变中被推翻及杀死。

## 生平
卡塞姆的父亲是一个有库尔德人血统的逊尼派穆斯林，一战期间曾在奥斯曼帝国当兵，在卡塞姆出生不久就去世，母亲则是什叶派穆斯林，是巴格达库尔德人费利族（Feyli）农民之女。
卡塞姆6岁时全家搬到伊拉克南部底格里斯河附近的al-suwayra镇，1926年回到巴格达。他的学习成绩优秀，1930年进入巴格达军事学院学习军事，四年后毕业获少尉军衔。1938年，他被选派到培养中高级军官的阿尔坎参谋学院学习，1941年12月以优异成绩毕业。随后卡塞姆被派到英国迪韦齐斯进修高级军官课程，期间得到一个“耍蛇人”（the snake charmer）的绰号，1951年完成学业。
卡塞姆回国后，军阶稳步上升，到1955年已经成为一名高级军官。和许多伊拉克人一样，他讨厌君主政权的社会保守政策和亲西方政策。他效仿埃及总统贾迈勒·阿卜杜-纳赛尔的作法，在巴格达军区的驻军中组织“自由军官组织”。到1957年，他已成为在军队中形成的几个反政府集团的首领。
1958年7月14日，卡塞姆和他的追随者利用政府所计划的调动军队的机会，举兵控制巴格达，推翻了君主政权，包括费萨尔二世国王、阿卜杜勒·伊拉王储在内的诸多王室成员被杀。政变军人宣布成立革命委员会，建立伊拉克共和国，革命委员会由三人组成政务议会，集体代行共和国总统职权。政务议会任命卡塞姆为伊拉克总理兼国防部长，阿卜杜萨拉姆·阿里夫为副总理兼内政部长，负责领导新的共和国政府。
卡塞姆成为总理后面临的最大问题是阿拉伯联合问题。1958年初埃及和叙利亚联合成为阿拉伯联合共和国，在阿拉伯世界引起极大轰动。尽管伊拉克有强烈的泛阿拉伯主义的思想感情，但是卡塞姆决定先以稳定内部为主，然后再考虑与阿拉伯联合共和国的任何一种联合方式。而埃及总统贾迈勒·阿卜杜-纳赛尔却对卡塞姆的统治不满，企图设法使其倒台。阿卜杜萨拉姆·阿里夫是卡塞姆的亲密支持者，也是一个热烈的纳赛尔主义者，他周游伊拉克，大事赞扬纳赛尔。1959年3月，反对卡塞姆的泛阿拉伯主义者在摩苏尔公开发动叛乱。由于大部分军人忠于卡塞姆，叛乱一扑即灭。卡塞姆解除了约200名他难以确定是否忠诚的陆军军官的职务。在文职人员中，他不得不主要依靠共产党人的支持，这些共产党人急于寻求一个打击右翼反对派即泛阿拉伯主义分子的机会，同时争取在政府决策中有更多的发言权。卡塞姆抵制了他们的要求，几个月后，又从警察和军队中整肃了共产党人。与此同时他撤销了与他有不同意见的阿卜杜勒·萨拉姆·阿里夫的内政部长职务。
卡塞姆作为总理得到的支持越来越少。到了1960年，他暂时停止了有组织的政治活动，当他看到文职和军职人员中的左、右翼分子似乎有可能与他的权威竞争时，就对他们都进行镇压。只有陆军支持他的统治。但是在1961年春天，占全国人口20%的库尔德人——库尔德人是一个种族集团，深切知道他们与阿拉伯人的文化差异，他们强烈要求实行区域民族自治，而卡塞姆未能履行使他们在伊拉克国家内达到一定程度自治的诺言，并对他们进行军事镇压，从此库尔德地区不断发生叛乱。由于大部分军队被钳制在这场似乎是无休止和毫无成果的镇压叛乱行动之中，使卡塞姆连他在军队中的支持也受到损害。这种情况，加上反复整肃军队所引起的不满，使一批军官公开起来对抗卡塞姆的政权。1963年2月，阿卜杜萨拉姆·阿里夫领导军队中持不同政见者发动政变，推翻了政府并将卡塞姆杀死。

1959–1963年期间的伊拉克国旗
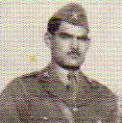
卡塞姆在1937年
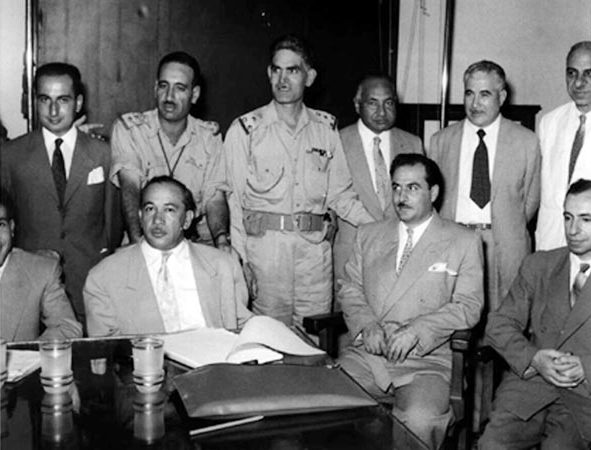
卡塞姆（后排、中央）和其他的革命领导人，包括阿卜杜萨拉姆·阿里夫（后排左二）和穆罕默德·纳吉布·鲁巴伊（后排左起第五人）。还包括是复兴党思想家米歇尔·阿弗拉克（前排右一）
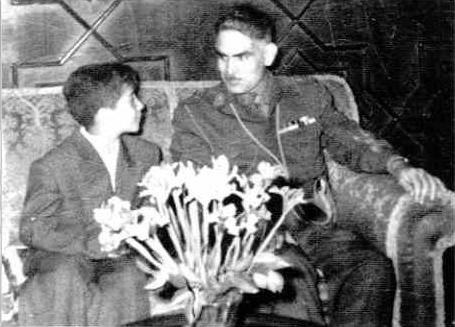
卡塞姆与未来的伊拉克库尔德斯坦总统马苏德·巴尔扎尼
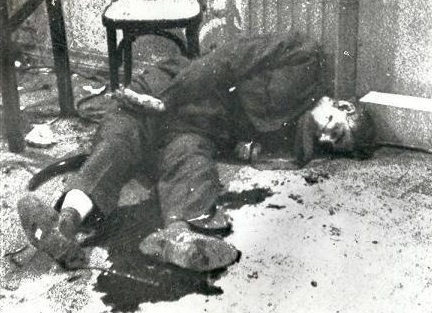
被杀死的卡塞姆